# Delta Force: Land Warrior
Delta Force: Land Warrior là tựa game bắn súng góc nhìn người thứ nhất. Đây là phần thứ ba trong dòng game Delta Force do hãng NovaLogic đồng phát triển và phát hành, và là phần tiếp theo của Delta Force 2. Bản mở rộng độc lập, Delta Force: Task Force Dagger, được phát hành vào năm 2002.

## Lối chơi
Delta Force: Land Warrior có 30 nhiệm vụ. Trò chơi diễn ra ở nhiều nơi khác nhau bao gồm châu Phi, Indonesia, Tây Ai Cập và Nam Mỹ. Nhiệm vụ khá đa dạng từ loại bỏ các mục tiêu có nguy cơ cao như nhà máy điện đến giải cứu các VIP bị bắt làm con tin. Trước khi triển khai, người chơi được thông báo tóm lược nhiệm vụ và lựa chọn thiết bị và trang bị cụ thể mà mình muốn cho nhiệm vụ, cho phép người chơi xác định trước chiến lược của mình, ví dụ: cách tiếp cận lén lút với vũ khí thầm lặng hoặc tấn công toàn lực với vũ khí hạng nặng. Người chơi được đưa vào khu vực mục tiêu bằng vô số phương tiện gồm máy bay trực thăng hoặc nhảy dù. Khi ở trên mặt đất, người chơi có thể điều hướng địa hình thông qua việc sử dụng một bản đồ nhỏ, chứa các điểm tham chiếu chỉ người chơi đến (các) mục tiêu của mình. Trong một số nhiệm vụ, người chơi dẫn đầu một đội, cho phép ra lệnh cho đồng đội của mình, mặc dù phần lớn các nhiệm vụ chỉ để người chơi một mình chống lại quân thù. Có thêm công cụ tạo màn, cho phép người chơi sửa đổi màn chơi hiện có hoặc tạo màn chơi mới.

### Chơi mạng
Mục chơi mạng cho phép tối đa 50 người chơi tranh tài trong các chế độ chơi Deathmatch, Team Deathmatch, King Of The Hill, Capture the Flag, Flagball, trong đó tối đa 4 đội cạnh tranh để giành được một lá cờ ở giữa chiến trường, và kiểu chơi Coop, cho phép bốn người chơi làm việc cùng nhau để hoàn thành các nhiệm vụ chơi đơn tiêu chuẩn.

## Cốt truyện
Trò chơi bắt đầu với cuộc giải cứu con tin tại một trong những Đại Kim tự tháp Giza. Sau đó người ta phát hiện ra rằng những kẻ khủng bố liên quan thuộc Mặt trận Nhân dân Vũ trang (Armed People's Front, viết tắt APF), một nhóm phản đối sự can dự của phương Tây ở Trung Đông và đang lên kế hoạch tấn công các phe phái phương Tây ở Ai Cập. Biệt đội Delta thu giữ các kho chứa vũ khí tại một địa điểm khai quật ở Tây Ai Cập và dẫn đến việc bắt giữ thủ lĩnh của APF, Meinhard Kreider, trong một cuộc đột kích vào pháo đài của hắn.
Sau vụ bắt giữ Kreider, mặt trận khủng bố New Dawn được Nikogos Fazekas tiết lộ, kẻ đang có ý định đưa Kreider ra khỏi nhà tù NATO. New Dawn và tàn dư của lực lượng APF dẫn đầu một cuộc tấn công vào một mỏ dầu Địa Trung Hải nhưng bị biệt đội Delta chặn lại. Phe New Dawn thực hiện một số cuộc tấn công vào phương Tây, từ bắt con tin trong tàn tích của người Maya đến cất giấu vũ khí và ma túy ở Liban và Indonesia. Một sĩ quan spetsnaz bị bắt làm con tin ở Liban được Biệt đội Delta giải cứu trong một khu nhà được bảo vệ nghiêm ngặt. Sau đó biệt đội tiêu hủy lô hàng ma túy ở Indonesia.  Một cơ sở huấn luyện New Dawn bị vô hiệu hóa trong một cuộc phục kích ở Biển Banda. Sau đó, người đứng đầu Ngân hàng Thế giới được giải cứu trong một saiguden của Nhật Bản. Cuối cùng, cả nhóm cùng nhau giải cứu đại sứ Mỹ tại Mexico trong Khu Di tích Palenque và ngăn chặn việc vận chuyển một quả bom phóng xạ từ Yucatan đến Los Angeles. Tuy nhiên, một quả bom phóng xạ khác đã chuyển đến một trung tâm giam giữ bị bỏ hoang ở gần Ciudad Juarez, nhưng đã bị các thành viên Lực lượng Delta là Snakebite và Pitbull chiếm giữ kịp thời.
Kreider sau cùng được đặc nhiệm NATO phóng thích trong một âm mưu nhằm dồn Fazekas vào chân tường. Kreider bị bắt trên đường tới Colombia và Fazekas bị theo dõi đến Đảo Phục Sinh, rồi bị giết trong một mê cung đường hầm dưới lòng đất. APF và New Dawn tan rã sau cái chết của Fazekas và Kreider bị bắt trở lại.

## Engine game
Delta Force: Land Warrior sử dụng bộ hybrid engine mới tận dụng khả năng tăng tốc phần cứng cho các tòa nhà đa giác và các công trình kiến trúc khác nhưng vẫn giữ nguyên địa hình dựa trên voxel của phiên bản tiền nhiệm, mà độ phân giải được cải thiện. Khoảng cách vẽ vẫn ở cùng một mức như trong các engine trước đó và bản đồ được lặp lại theo mọi hướng nên không có đường viền bản đồ nhìn thấy được. Engine mới cũng cho phép các tổ hợp đường hầm, xuất hiện một cách nổi bật trong chiến dịch và được giới thiệu trong nhiệm vụ đầu tiên chủ yếu diễn ra trong các tàn tích Ai Cập.

## Đón nhận
Ngay tại nước Mỹ, Land Warrior đã bán được 280.000 bản và kiếm được 7,6 triệu đô la vào tháng 8 năm 2006, sau khi phát hành vào tháng 11 năm 2000. Đây là tựa game máy tính bán chạy thứ 71 của đất nước tính từ tháng 1 năm 2000 đến tháng 8 năm 2006. Doanh số tổng hợp của tất cả các bản game Delta Force phát hành từ tháng 1 năm 2000 đến tháng 8 năm 2006 đã đạt 1,7 triệu bản tại Mỹ vào ngày hôm sau. Game nhận được đánh giá "trung bình" theo trang web tổng hợp kết quả đánh giá trò chơi điện tử Metacritic.